# Cophinopoda pulchripes
Cophinopoda pulchripes är en tvåvingeart som först beskrevs av Jacques-Marie-Frangile Bigot 1859.  Cophinopoda pulchripes ingår i släktet Cophinopoda och familjen rovflugor. Inga underarter finns listade i Catalogue of Life.